# Targeta de xarxa

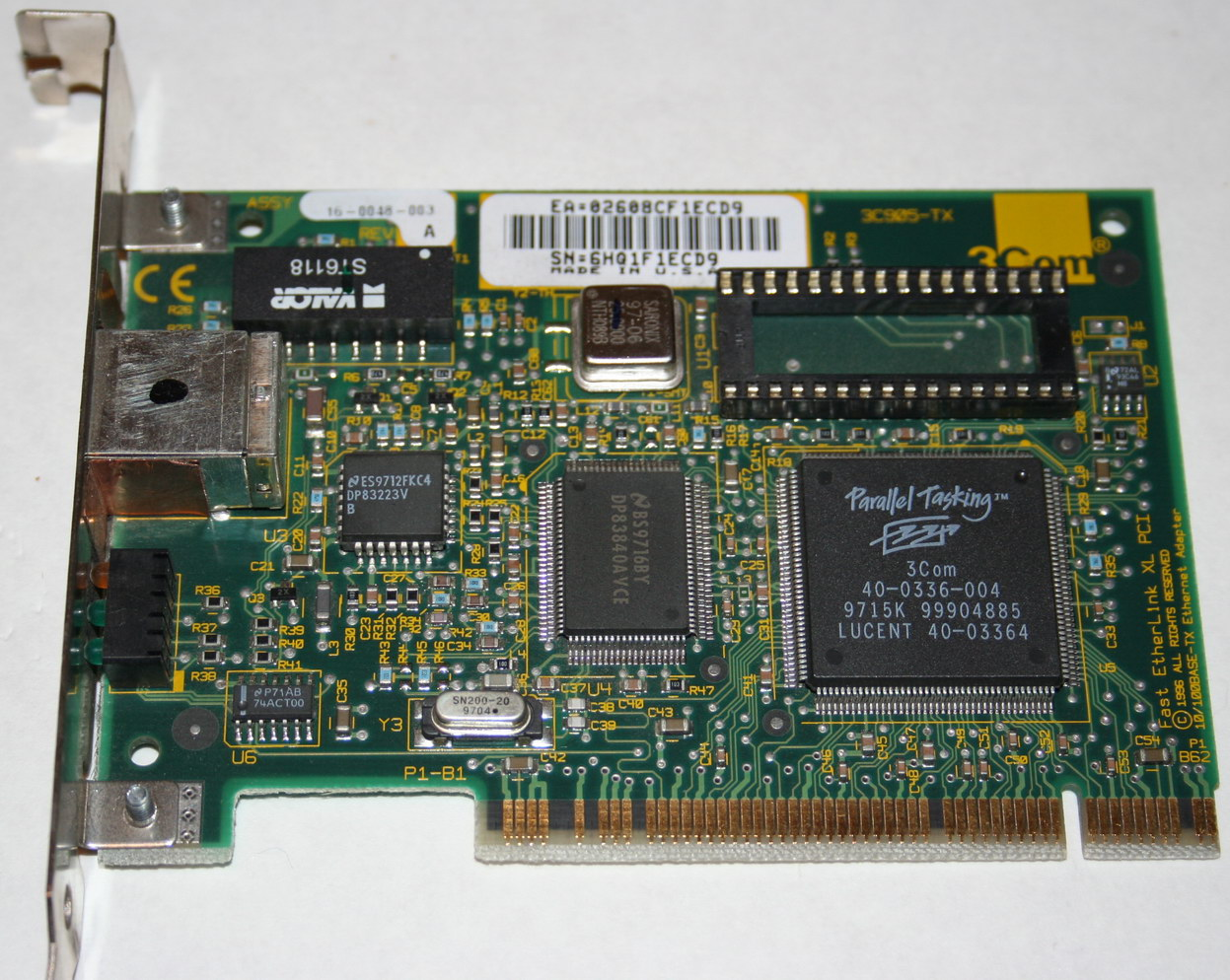
3Com 3c905-TX 100BASE-TX PCI network interface card.

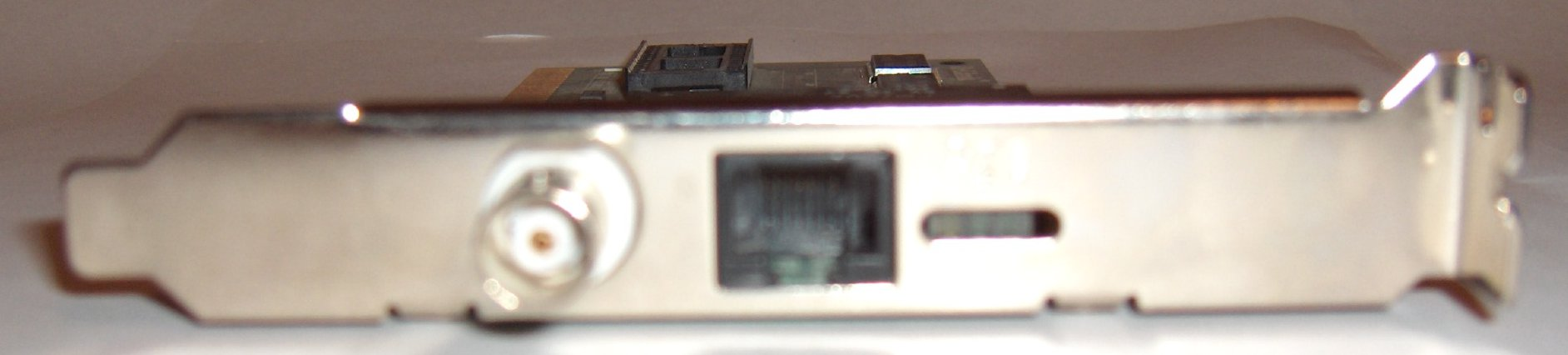
Connectors BNC (Coaxial) i RJ45 d'una targeta de xarxa.

Una targeta de xarxa, físicament, és una targeta d'expansió inserida dins l'ordinador amb una o més obertures externes, per on és connectat el cable de xarxa.
A nivell conceptual, la targeta de xarxa, també anomenada adaptador de xarxa o NIC (Network Interface Card), permet la comunicació entre els diferents dispositius connectats entre si i també permet compartir recursos entre dos o més equips (discs durs, CD-ROM, impressora, etc.). Hi ha diversos tipus d'adaptadors en funció del tipus de cablejat o arquitectura que s'utilitzi a la xarxa (coaxial fi, coaxial gruixut, Token Ring, etc.), però actualment el més comú és l'Ethernet, que utilitza una interfície o connector RJ-45.
Cada targeta de xarxa té un número d'identificació únic de 48 bits en hexadecimal anomenat direcció MAC (no confondre amb Apple Macintosh). Aquestes direccions maquinari úniques són administrades per l'Institute of Electronic and Electrical Engineers (IEEE). Els tres primers octets del número MAC són coneguts com a OUI i identifiquen a proveïdors específics i són designats per la IEEE.
S'anomena també NIC al xip de la targeta de xarxa que s'encarrega de servir d'interfície d'Ethernet entre un medi físic (per exemple un cable coaxial i l'equip (per exemple un ordinador personal o una impressora)). És un xip utilitzat a ordinadors o perifèrics com les targetes de xarxa, impressores en xarxa o sistemes amb permís per connectar dos o més dispositius entre si a través d'algun medi, ja sigui una connexió sense fils, un cable UTP, un cable coaxial, o un cable de fibra òptica.
La majoria de targetes porten un sòcol buit anomenat BOOT ROM, per incloure una ROM opcional que permet que l'equip arrenqui des d'un servidor de la xarxa amb una imatge d'un medi d'arrencada (generalment un disquet), el que permet fer servir equips sense disc dur ni unitat de disquet. El fet que algunes plaques mare ja incorporin la ROM a la seva BIOS i la possibilitat de fer servir targetes CompactFlash en lloc del disc dur amb només un adaptador, fa que comenci a ser menys freqüent, principalment a les targetes de perfil baix.

## Token Ring
Les targetes de xarxa Token Ring han caigut avui dia en quasi en l'oblit, degut a la baixa velocitat i elevat cost respecte Ethernet. Disposaven d'un connector DE-9.

## ARCNET
Les targetes de xarxa ARCNET utilitzaven principalment connectors BNC i/o RJ-45.

## Ethernet
Les targetes de xarxa Ethernet utilitzaven connectors RJ-45 (10/100/1000) BNC (10), AUI (10), MII (100), GMII (1000). El cas més habitual és el de la targeta o placa mare amb un connector RJ-45, encara que durant la transició de l'ús majoritari del cable coaxial (10 Mbps) a doble trenat (100 Mbps) abundaren les targetes amb connectors BNC i RJ-45. Amb l'entrada de les xarxes Gigabit i el fet que a les cases sigui freqüent la presència de diversos ordinadors es comencen a veure targetes i plaques base amb 2 i fins a 4 ports RJ-45, abans reservats als servidors.
Poden variar en funció de la velocitat de transmissió, normalment 10 Mbps o 10/100 Mbps. Actualment s'estan començant a utilitzar la de 1000 Mbps, també coneguda com a Gigabit Ethernet, i en alguns casos 10 Gigabit Ethernet, utilitzant també cable de doble trenat, però de categoria 6, 6e i 7 que treballen en freqüències més altes.

## WiFi
També s'anomenen NIC les targetes sense fils o wireless, les quals venen en diferents variacions depenent de la norma a la qual s'ajustin, normalment són 802.11a, 802.11b i 802.11g. Les més populars són la 802.11b que transmet a 11 Mbps amb una distància teòrica de 100 metres i la 802.11g que transmet a 54 Mbps.